# Juan Bort Olmos
Juan Bort Olmos (Valencia, 1876 - 1936) fue un abogado y político español, que fue alcalde de Valencia y diputado en el Congreso de los Diputados durante la Segunda República.

## Biografía
Licenciado en derecho. Militante y dirigente del Partido de Unión Republicana Autonomista, por la que fue alcalde de Valencia entre 1919 y 1920.
Resultó elegido diputado por la provincia de Valencia en las elecciones generales españolas de 1931. Posteriormente fue presidente de la comisión gestora de la diputación de Valencia de febrero de 1934.